# RDO
RDO（Remote Data Objects，远程数据对象）是一种微软基于面向对象程序设计开发的应用程序接口，其作用是使得程序可以访问数据库。这个接口目前已过时。它主要被用在Visual Basic程序中。
通过RDO编程员可以不顾复杂的ODBC接口直接访问在远程计算机上的数据源。RDO提供访问数据库、询问数据、加工询问结果的功能。此外RDO还支持存储程序和数据库事务。
Visual Basic版本4、5和6含有RDO。最后的RDO版本是2.0。

## 类似技术
微软设计的RDO被用来补充Jet Data Access Objects（DAO）的功能。90年代初微软引入的Microsoft Access由Microsoft Jet Database Engine驱动。DAO让程序员可以通过编程访问Jet Engine。通过DAO程序员可以把关系数据库里的表格、数据列、表格之间的关系等等元素当作程序物件处理。
但是假如程序员要访问已经存在的服务器上的数据库如Oracle数据库或IBM DB2的话DAO的功能就显得不足了。为了与这些数据库交换信息微软引入了ODBC协议。数据库里的数据通过这个协议被翻译，这样DAO可以把远程服务器上的数据库当作一个Jet数据库对待。但是这个过程相当负责和需要很多运算资源。RDO补充DAO的不足，使得ODBC数据源的数据可以更快地被访问。
RDO使用的物件模型与DAO不同，因此后来微软又引入了ODBCDirect，让程序员可以直接使用DAO，用与RDO相同的速度，访问ODBC数据源。后来DAO和RDO被ADO和OLE DB取代。由于ADO一开始功能有限，而DAO的使用广泛，因此它的扩散速度很慢。目前的微软数据库接口是ADO.NET。

## 书籍
- Craig Utley: A programmer's introduction to Visual Basic.NET, Sams Publishing, 2001. ISBN 978-0-672-32264-8. 130-页
- Michael Kofler: VBA-Programmierung mit Excel 97, Pearson Education, 1997. ISBN 978-3-8273-1207-5. 511-页